# Liaoconodon
Liaoconodon hui ist ein ausgestorbenes Säugetier (Mammalia) aus der Kreidezeit. Ein gut erhaltenes Fossil wurde bei Jianchang in der chinesischen Provinz Liaoning gefunden und 2011 beschrieben. Es stammt aus geschichteten Kalksteinen, die zur Jiufotang-Formation gehören und auf die Unterkreide (Aptium) datiert werden. Liaoconodon wird den Eutriconodonta zugerechnet, einer Gruppe mesozoischer Säuger, die vor allem durch gemeinsame Merkmale im Bau der Molaren (Backenzähne) charakterisiert wird.

## Merkmale
Das fossil erhaltene Exemplar von Liaoconodon hat eine Kopf-Rumpf-Länge von 19,5 cm und ist einschließlich des Schwanzes 30,5 cm lang. Da die Schädelnähte noch gut sichtbar sind und die Backenzähne des bleibenden Gebisses noch nicht vollständig durchgebrochen sind, geht man davon aus, dass es sich um ein junges, aber ausgewachsenes Tier handelt. 
| 3 | · | 1 | · | 2 | · | 3 |
| 3 | · | 1 | · | 2 | · | 4 |

Von anderen Eutriconodonta unterscheidet sich Liaoconodon vor allem durch die kurzen Schneidezähne und die proportional vergrößerten Eckzähne und vorderen Prämolaren.

## Bedeutung
Die Beschreibung von Liaoconodon konzentriert sich vor allem auf die Anatomie des Kiefergelenks und der Gehörknöchelchen. Bei den Reptilien und Synapsiden wird das Kiefergelenk durch die Verbindung von Os articulare und Os quadratum gebildet (primäres Kiefergelenk). Diese Knochen bilden sich bei den rezenten Säugetieren jedoch zu Gehörknöchelchen um und formen bei ihnen das Gelenk zwischen Hammer und Amboss. Das Kiefergelenk der Säugetiere ist daher ein sekundäres Kiefergelenk und wird vom Gelenkknorren des Unterkiefers (Dentale) und dem Schuppenteil des Schläfenbeins gebildet.
Liaoconodon zeigt ein Übergangsstadium zwischen primärem und sekundärem Kiefergelenk. Os angulare und Os articulare haben den direkten Kontakt zum Dentale verloren und sind nur noch durch den Meckelschen Knorpel, der zur Stabilisierung verknöchert ist, mit dem Dentale verbunden. Hammer (Malleus) und Amboss (Incus) haben vor allem eine Bedeutung als Gehörknöchelchen, sind von ihrer Funktion als Elemente des primären Kiefergelenks aber noch nicht vollständig befreit.